# خوسيه لونجو
خوسيه لونجو (بالإسبانية: José Longo)‏ (24 مايو 1994 بغواتيمالا - ) هو لاعب كرة قدم غواتيمالي في مركز الهجوم. شارك مع منتخب غواتيمالا لكرة القدم. أما مع النوادي، فقد لعب مع ميونيسيبال وديبورتيفو بيتابا.

## وصلات خارجية
- خوسيه لونجو على موقع قاعدة بيانات كرة القدم.إي يو (الإنجليزية)
- خوسيه لونجو على موقع Soccerway.com (الإنجليزية)